# Rhizopsammia
Genre
Rhizopsammia est un genre de coraux durs de la famille des Dendrophylliidae.

## Liste d'espèces
Le genre Rhizopsammia comprend les espèces suivantes :
| Selon ITIS (1 juillet 2015) : - Rhizopsammia annae Van der Horst, 1933 - Rhizopsammia bermudensis Wells, 1972 - Rhizopsammia compacta Sheppard & Sheppard, 1991 - Rhizopsammia goesi Lindström, 1877 - Rhizopsammia manuelensis Chevalier, 1966 - Rhizopsammia minuta Van der Horst, 1922 - Rhizopsammia nuda Van der Horst, 1926 - Rhizopsammia pulchra Verrill, 1870 - Rhizopsammia verrilli Van der Horst, 1922 - Rhizopsammia wellingtoni Wells, 1982 - Rhizopsammia wettsteini Scheer & Pillai, 1983 | Selon World Register of Marine Species (1 juillet 2015) - Rhizopsammia annae Van der Horst, 1933 - Rhizopsammia bermudensis Wells, 1972 - Rhizopsammia compacta Sheppard & Sheppard, 1991 - Rhizopsammia goesi Lindström, 1877 - Rhizopsammia minuta Van der Horst, 1922 - Rhizopsammia nuda Van der Horst, 1926 - Rhizopsammia pulchra Verrill, 1870 - Rhizopsammia verrilli Van der Horst, 1922 - Rhizopsammia wellingtoni Wells, 1982 - Rhizopsammia wettsteini Scheer & Pillai, 1983 |